# San Lucido
San Lucido är en ort och kommun i provinsen Cosenza i regionen Kalabrien i Italien. Kommunen hade 6 129 invånare (2018).